# 二溴碘甲烷
二溴碘甲烷是一种有机化合物，化学式为CHBr2I，它是氯气对饮用水消毒的副产物之一。
它可由三溴甲烷和次碘酸钠反应得到，其中，次碘酸钠由次氯酸钠在碱性条件下和碘化钾反应原位生成。